# 논산여자고등학교
논산여자고등학교(論山女子高等學校)는 대한민국 충청남도 논산시 취암동에 있는 공립 고등학교이다.

## 학교 연혁
- 1961년 12월 22일 : 논산여자고등학교 3학급 설립 인가
- 1962년 3월 5일 : 논산여자고등학교 개교
- 1976년 9월 1일 : 논산여중·논산여고 분리
- 2002년 11월 28일 : 기숙사 (매원학사) 준공
- 2016년 12월 21일 : 18학급 인가
- 2019년 11월 27일 : 신축도서관 매원관(2층 규모) 개관
- 2022년 3월 1일 : 제22대 원윤숙 교장 취임
- 2025년 2월 7일 : 제61회 졸업식(95명 졸업, 총 졸업생 14,181명)
- 2025년 3월 4일 : 신입생 입학식(75명 입학)

## 참고 자료
- 논산여자고등학교 - 한국교육학술정보원 학교알리미